# Телефон.Ру
Телефон.ру — российская компания, владелец сети магазинов мобильной связи. По состоянию на август 2016 года открыто 240 магазинов по всей России.

## История
Розничная сеть «Телефон.Ру» основана в 2003 году. Генеральный директор — Михаил Золотовицкий (Ныне — генеральный директор ОАО «МегаФон Ритейл»). Полное наименование — «Закрытое акционерное общество «Телефон.Ру». Штаб-квартира — в Москве. Создана в 2003 году, в 2009 году поглощена сотовым оператором МТС и упразднена. В 2015 году возрождена Закрытым акционерным обществом «Русская Телефонная Компания».
Общая торговая выручка компании «Закрытое акционерное общество «Телефон.Ру» в 2008 году превысила 13,3 млрд рублей. На 1 января 2009 года сеть объединяла 512 магазинов в 190 городах России.
После покупки в феврале 2009 года 100 % акций компании, владельцем «Телефон. Ру» стал оператор мобильной связи МТС.
В 2015 году компания МТС объявила о возрождении торговой сети под брендом «Телефон.ру», причиной этому послужило желание компенсировать незначительное падение продаж контрактов из-за ухода из сети «Связной». В конце 2015 года МТС планирует четко установить желаемое количество точек продаж под брендом «Телефон.ру».

## Деятельность
Федеральная сеть магазинов мобильной связи «телефон.ру» предоставляет покупателям средства связи и аксессуары, а также услуги по подключению к федеральным и региональным операторам, прием платежей, продажу в кредит.